# Jurançon Blanc

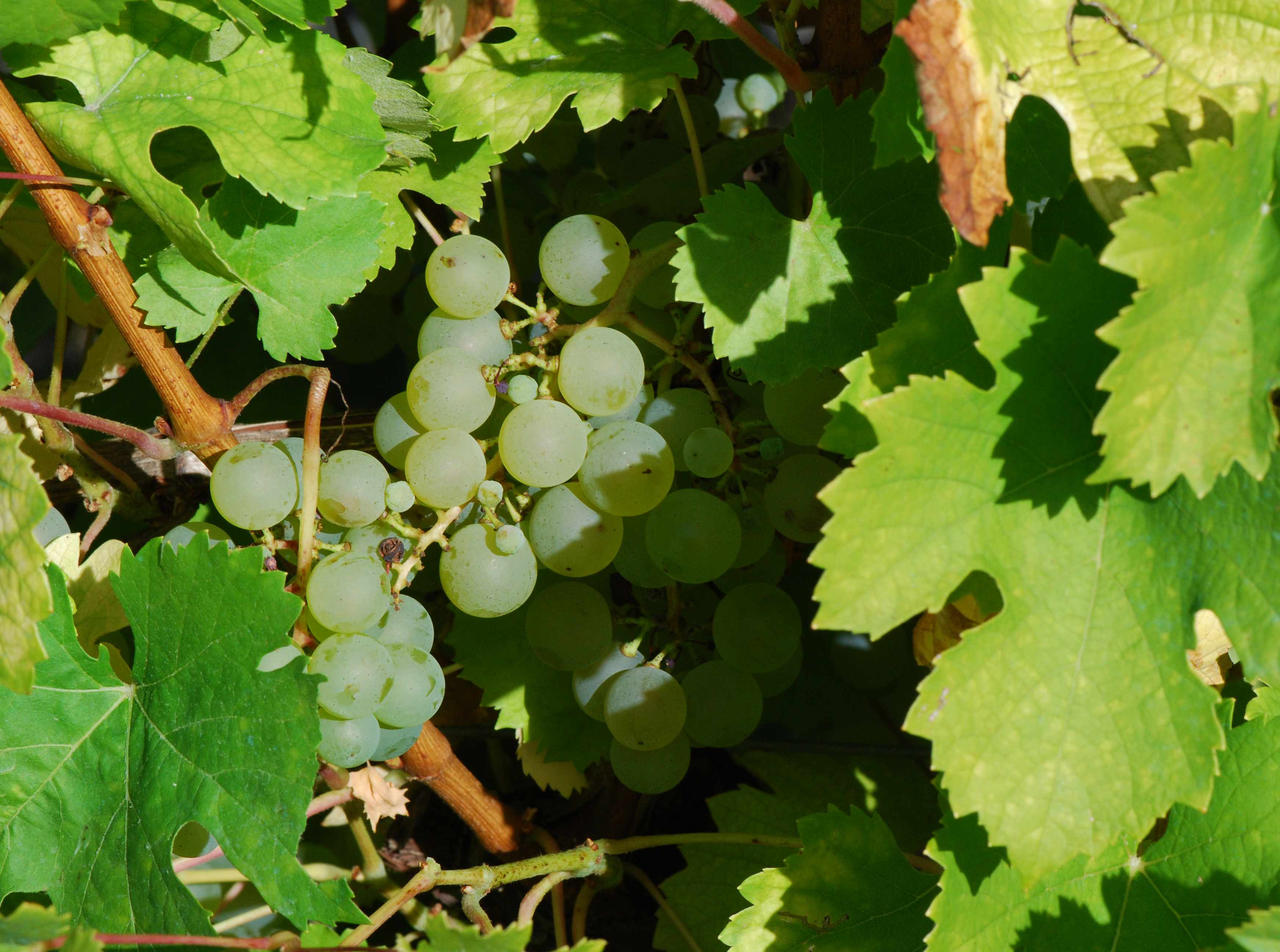
Trauben der Weißweinsorte Juracon Blanc

Die Weißweinsorte Jurançon Blanc ist eine autochthone Rebsorte der Weinbauregion Sud-Ouest im Südwesten Frankreichs. Die heute seltene Sorte wird noch in den Anbaugebieten von Armagnac und Cognac zur Herstellung von Grundweinen für die Destillation des Weinbrands genutzt. Ende der 1980er Jahre waren nur 137 Hektar bestockter Rebfläche bekannt, nachdem im Jahr 1958 noch 5.763 Hektar erhoben wurden.
Die Sorte ergibt säuerliche, alkoholschwache und recht neutrale Weine.
Trotz des ähnlichen Namens ist die Sorte nicht mit Jurançon Noir verwandt und wird auch nicht in den Weinen namens Jurançon verwendet.
Siehe auch den Artikel Weinbau in Frankreich sowie die Liste von Rebsorten.

## Synonyme
Die Rebsorte Jurançon Blanc ist auch unter den Namen Brachetto Bianco (aber nicht zu verwechseln mit dem Brachetto), Braquet (nicht verwandt mit dem Brachet), Braquet Blanc, Dame Blanc (nicht mit der Rebsorte Blanc Dame zu verwechseln), Dame Blanche, Jurancon, Notre Dame, Plant de dame blanc, Plant debout, Plant dressé, Quellat, Quillard, Quillat, Sans-Pareil und Secal bekannt.

## Ampelographische Sortenmerkmale
In der Ampelographie wird der Habitus folgendermaßen beschrieben:
- Die Triebspitze ist offen. Sie ist wollig behaart mit leicht rötlichem Anflug. Die Jungblätter sind auf der Unterseite dicht behaart und die Blattoberfläche ist bereits blasig.
- Die Blätter sind fünflappig und tief gebuchtet. Die Stielbucht ist lyrenförmig geschlossen oder gar überlappt. Das Blatt ist stumpf gezähnt. Die Zähne sind mittelgroß. Die Blattoberfläche (auch Spreite genannt) ist blasig derb.
- Die konus- bis walzenförmige Traube ist mittelgroß, geschultert und dichtbeerig. Die rundlichen Beeren sind klein und von gelbweißer Farbe.

Die Sorte ist sehr empfindlich gegen den Falschen Mehltau und die Rohfäule. Weniger empfindlich ist sie gegen den Echten Mehltau. Des Weiteren neigt sie fast gar nicht zur Verrieselung.
Der Jurançon Blanc reift fast 20 Tage nach dem Gutedel.